# 이충우 (1960년)
이충우(李珫雨, 1960년 음력 8월 22일~)는 대한민국의 정치인이다. 제4대 여주시장(민선 8기)이다.
2018년 6월 13일에 치러진 제7회 전국동시지방선거 당시 자유한국당 소속으로 경기도 여주시장에 출마하였으나 낙선하였다. 4년 뒤 2022년 6월 1일 제8회 전국동시지방선거에 다시 출마해 여주시장에 당선되었다.

## 학력
- ~1975년 주암국민학교 졸업
- 1972년~1975년 여강중학교 졸업
- 1975년~1978년 여주자영농업고등학교 졸업
- 1978년~1980년 안성농업전문대학 농업토목과 졸업
- 1996년~1998년 한경국립대학교 토목공학과 졸업

## 경력
- 1999년~2000년 여주군청 도시과장
- 2000년~2006년 9월 여주군청 건설과장
- 2012년 3월~2013년 12월 누리플랜 대표이사
- 2013년 12월~ 누리플랜 고문
- 2014년~2020년 2월 자유한국당 경기도당 부위원장
- 2020년 2월~2020년 9월 미래통합당 경기도당 부위원장
- 국민의 힘 경기도당 부위원장
- 국민의 힘 여주‧양평 당원협의회 부위원장
- 2022년 7월 1일~: 제4대 민선 8기 경기도 여주시장
- 2025년 2월~: 경기도시장군수협의회 후반기 감사

## 수상
- 2015년 근정포장

## 역대 선거 결과
|  | 33.30% |

|  | 66.67% |